# Albatross (scuna 1920)
Albatross, originariamente chiamata Albatros, in seguito Alk, era un veliero divenuto famoso quando affondò nel 1961 con a bordo un equipaggio di adolescenti. L'evento diede spunto al relativo film del 1996 diretto da Ridley Scott, L'Albatross - Oltre la tempesta.

## Storia
L'Albatross venne costruito nel 1920 come schooner presso il cantiere di stato ad Amsterdam, nei Paesi Bassi, per essere utilizzato, per vent'anni, come barca pilota nel Mare del Nord; nel 1937 venne acquistata dal governo tedesco, da cui fu utilizzata come stazione radio per i sottomarini durante la seconda guerra mondiale.
Nel 1949 il Royal Rotterdam Lloyd la acquistò per utilizzarla come nave scuola per i futuri ufficiali della Marina Mercantile Olandese.
Le dimensioni ridotte ne facevano la nave ideale per questo tipo di utilizzo, in quanto i dodici cadetti che potevano essere ospitati ricevevano una formazione ad personam.
Durante il periodo in cui era tornato di proprietà olandese, il veliero navigò ampiamente nel Mare del Nord, con viaggi sporadici verso Spagna e Portogallo.
Ernest K. Gann, aviatore, regista e romanziere americano, dopo aver acquistato l'Albatross nel 1954, lo convertì in un brigantino e navigò nel Pacifico per 3 anni.
Secondo quanto riportato da Charles Gieg ne L'ultimo viaggio dell'Albatross, proprio in questo periodo il veliero uscì indenne da un maremoto nelle Hawaii.
L'Albatross nel 1958 fu utilizzato anche per il film Il capitano dei mari del sud (con Rock Hudson e Arthur Kennedy), la cui sceneggiatura e l'omonimo romanzo da cui è tratto erano stati scritti proprio da Gann.
Il brigantino, che fu poi impiegato per fini didattici per studenti liceali, è naufragato nel 1961.